# Samtredia (distrikt)
Samtredia (georgiska: სამტრედიის მუნიციპალიტეტი, Samtrediis munitsipialiteti) är ett distrikt i Imeretien, Georgien.Det ligger i regionen Imeretien, i den centrala delen av landet, 240 km väster om huvudstaden Tbilisi. Antalet invånare är 48 562. Arean är 364,1 kvadratkilometer. Huvudort är staden Samtredia.